# 서울사회복지대학원대학교
서울사회복지대학원대학교(서울社會福祉大學院大學校, Seoul Social Welfare Graduate University)는 서울특별시 영등포구에 위치한 사립 대학원대학이다.

## 연혁
1999년 12월 18일, 권육상이 설립한 학교법인 가곡학원에 의하여 오성스포츠산업대학원대학교가 설립되었다. 이듬해 3월 8일 개교하였다. 2001년 10월 29일, 서울스포츠대학원대학교로 교명을 변경하고, 2008년 3월 27일부터 서울사회복지대학원대학교로 교명을 변경하여 현재에 이르고 있다.

## 교육편제
서울사회복지대학원대학교는 특수대학원 과정으로, 사회복지학과 단일 과정의 석사 과정만 제공한다. 한편, 석사 이상의 학락을 대상으로 사회복지최고위지도자 과정을 제공하고 있다.